# Острожский, Михаил Данилович
Михаил Данилович Острожский (умер 12 августа 1399) — государственный и политический деятель Великого княжества Литовского, князь Холмский в 1384—1387 годах.

## Происхождение
Происходил из западнорусского княжеского рода Острожских. Сын Даниила Острожского и его жены Василисы. Дата его рождения неизвестна.

## Биография
Вместе с братьями разделил наследство своего отца. Со старшим братом Юрием 1376—1377 годах помогал великому князю литовскому Любарту в борьбе против короля Польши и Венгрии Людовика I, который пытался завладеть Волынским княжеством. После гибели Юрия Острожского Холмское княжество перешло под владение польской короны.
В 1383 году Михаил после смерти короля Людовика вернул себе власть в Холмском княжестве. Присягнул на верность сыну Любарта Фёдору. В 1386 году с Фёдором признал власть Владислава Ягайло. Несмотря на это в 1387 году Ягайло лишил Михаила Острожского Холмского княжества. По какой причине это случилось точно неизвестно.
В период с 1387 по 1397 годы о деятельности Михаила Острожского практически ничего не известно. Вероятно заключил союз с князем Витовтом. В 1398 году присоединился к походу против Золотой Орды. 12 августа 1399 года принимал участие в битве на реке Ворскле, в котором войско Витовта было разбито, а Михаил с братом Дмитрием и племянником Иваном Юрьевичем Острожским погиб.